# 特羅伊格羅夫 (伊利諾伊州)
特羅伊格羅夫（英語：Troy Grove）是位於美國伊利諾伊州拉薩爾縣的一個村落。

## 地理
特羅伊格羅夫的座標為41°27′56″N 89°04′52″W / 41.46556°N 89.08111°W，而該地最高點為海拔高度203米（即666英尺）。

## 人口
根據2010年美國人口普查的數據，特羅伊格羅夫的面積為1.78平方千米，當中陸地面積為1.78平方千米，而水域面積為0.00平方千米。當地共有人口250人，而人口密度為每平方千米140人。